# Reda Kharchouch
Reda Kharchouch (Ámsterdam, Países Bajos, 27 de agosto de 1995) es un futbolista neerlandés que juega como delantero en el S. C. Telstar de la Eerste Divisie.

## Trayectoria
En mayo de 2019 tuvo su primera oportunidad en el fútbol profesional, firmando un contrato de dos años con el S. C. Telstar. Debutó en la liga con el club el 16 de agosto de 2019 en una victoria por 1-0 contra el F. C. Den Bosch.

### FC Emmen
El 17 de agosto de 2021 se incorporó al F. C. Emmen en calidad de cedido con opción de compra.

## Estadísticas

### Clubes
Actualizado al último partido disputado el 12 de octubre de 2024.
| Club                              | Div.          | Temporada     | Liga  | Liga  | Copas nacionales | Copas nacionales | Copas internacionales | Copas internacionales | Total | Total |
| Club                              | Div.          | Temporada     | Part. | Goles | Part.            | Goles            | Part.                 | Goles                 | Part. | Goles |
| --------------------------------- | ------------- | ------------- | ----- | ----- | ---------------- | ---------------- | --------------------- | --------------------- | ----- | ----- |
| Quick Boys · Países Bajos         | 4.ª           | 2017-18       | 12    | 3     | 2                | 0                | ―                     | ―                     | 14    | 3     |
| Quick Boys · Países Bajos         | Total club    | Total club    | 12    | 3     | 2                | 0                | 0                     | 0                     | 14    | 3     |
| OFC Oostzaan · Países Bajos       | 3.ª           | 2018-19       | 16    | 23    | 2                | 1                | ―                     | ―                     | 18    | 24    |
| OFC Oostzaan · Países Bajos       | Total club    | Total club    | 16    | 23    | 2                | 1                | 0                     | 0                     | 18    | 24    |
| S. C. Telstar · Países Bajos      | 2.ª           | 2019-20       | 28    | 20    | 2                | 2                | ―                     | ―                     | 30    | 22    |
| Sparta de Róterdam · Países Bajos | 1.ª           | 2020-21       | 19    | 2     | 0                | 0                | ―                     | ―                     | 19    | 2     |
| Sparta de Róterdam · Países Bajos | Total club    | Total club    | 19    | 2     | 0                | 0                | 0                     | 0                     | 19    | 2     |
| F. C. Emmen · Países Bajos        | 2.ª           | 2021-22       | 25    | 7     | 1                | 0                | ―                     | ―                     | 26    | 7     |
| F. C. Emmen · Países Bajos        | Total club    | Total club    | 25    | 7     | 1                | 0                | 0                     | 0                     | 26    | 7     |
| Excelsior Róterdam · Países Bajos | 1.ª           | 2022-23       | 29    | 2     | 2                | 3                | ―                     | ―                     | 31    | 5     |
| Excelsior Róterdam · Países Bajos | Total club    | Total club    | 29    | 2     | 2                | 3                | 0                     | 0                     | 31    | 5     |
| Al-Bukiryah F. C. Arabia Saudita  | 2.ª           | 2023-24       | 17    | 7     | —                | —                | ―                     | ―                     | 17    | 7     |
| Al-Bukiryah F. C. Arabia Saudita  | Total club    | Total club    | 17    | 7     | 0                | 0                | 0                     | 0                     | 17    | 7     |
| Hajer F. C. Arabia Saudita        | 2.ª           | 2023-24       | 13    | 0     | —                | —                | ―                     | ―                     | 13    | 0     |
| Hajer F. C. Arabia Saudita        | Total club    | Total club    | 13    | 0     | 0                | 0                | 0                     | 0                     | 13    | 0     |
| S. C. Telstar · Países Bajos      | 2.ª           | 2024-25       | 5     | 0     | 0                | 0                | ―                     | ―                     | 5     | 0     |
| S. C. Telstar · Países Bajos      | Total club    | Total club    | 5     | 0     | 0                | 0                | 0                     | 0                     | 5     | 0     |
| Total carrera                     | Total carrera | Total carrera | 164   | 64    | 9                | 6                | 0                     | 0                     | 173   | 70    |